# Scarus niger
Scarus niger es una especie de peces de la familia Scaridae en el orden de los Perciformes.

## Morfología
Los machos pueden llegar alcanzar los 40 cm de longitud total.

## Distribución geográfica
Se encuentra desde el Mar Rojo hasta Sodwana Bay (Sudáfrica), las Islas de la Sociedad, las Islas Ryukyu, Australia Occidental  y el sur de la Gran Barrera de Coral.